# Mafuta (Schiff)
Die Mafuta ist ein Spezialschiff zur Offshoresuche von Diamanten und gehört Debmarine Namibia, einem Tochterunternehmen der Namdeb Holding.

## Geschichte

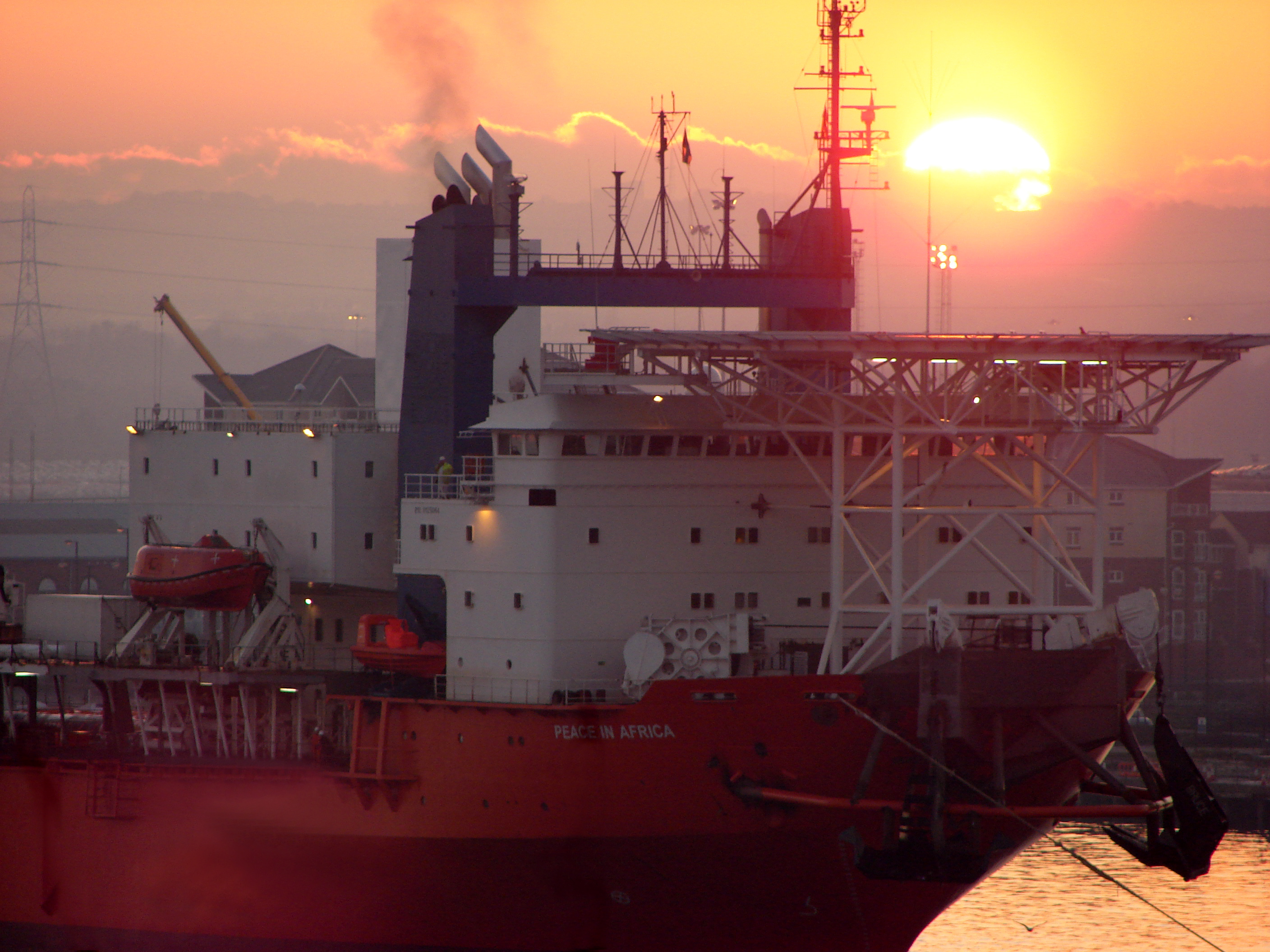
Das Diamanten-Suchschiff Peace in Africa im Dezember 2006 in Afrika

Die Mafuta wurde 1983 als Dock Express 20 für Dock Express Shipping (später Dockwise) gebaut und 1993 zum Kabelleger umgebaut. De Beers übernahm das Schiff 2005, ließ es bei der britischen Werft A&P Tyne zur Diamantensuche umbauen und benannte es um in Peace in Africa. Es war für de Beers das erste Schiff dieser Art. Das Schiff führt seit 2012 die Flagge von Namibia. 
Ab 2007 erfolgten vor Südafrika aufwendige Versuche, um die neuartige Technik zur Diamantensuche zu erproben. Dann arbeitete die Peace in Africa vor der Küste von Namibia. 2011 wechselte sie entsprechend der Minenlizenz etwa vor die Küste von Kleinzee (Südafrika).
Im Jahr 2013 wurde das Schiff in Mafuta umbenannt.

## Schiffs- und Anlagenbeschreibung
Das 1982 in den Niederlanden von der Verolme Schiffswerft Heusden gebaute Schiff hat eine Länge von 169,5 m, eine Breite von 24,2 m und einen Tiefgang von 8,9 m. Angetrieben von zwei Stork-Werkspoor-Viertakt-Dieselmotoren vom Typ 6TM410 mit jeweils 3128 kW Nennleistung erreicht das Schiff eine Geschwindigkeit von 16 kn. Nach dem im Jahr 2006 und 2007 erfolgten Umbau zum Spezialschiff zur Diamantensuche ergab sich eine Vermessung von 15854 BRZ und eine Tragfähigkeit von 7935 tdw.
Die Baggerausrüstung an Bord des Schiffes umfasst einen 240 Tonnen schweren, ferngesteuerten, unter Wasser arbeitenden Raupenbagger mit einer starken Kreiselpumpe, die über eine Förderleistung von etwa 10.000 Kubikmeter Wasser und Kies pro Stunde verfügt. Die Baggerpumpe ist über einen langen Gummischlauch mit 655 mm Innendurchmesser mit der bordseitigen Diamantenaufbereitungsanlage verbunden. Das Schiff und der Crawler können bis zu Wassertiefen von 150 Metern arbeiten.